# Thomas Kraft (Fußballspieler)
Thomas Kraft (* 22. Juli 1988 in Kirchen (Sieg)) ist ein ehemaliger deutscher Fußballtorwart, der zuletzt bei Hertha BSC unter Vertrag stand.

## Karriere

### Vereine

#### Jugend
In Daaden im Landkreis Altenkirchen (Westerwald) aufgewachsen, begann Thomas Kraft mit acht Jahren bei den dortigen Sportfreunden. Vier Jahre später wechselte er zum VfB Wissen, den er 2002 verließ, um zur SG 06 Betzdorf zu wechseln. Von 2004 bis 2011 war Kraft für den FC Bayern München aktiv. Dort spielte er zunächst für die U-19-Junioren, mit denen er in der Saison 2005/06 das Finale um die Deutsche A-Junioren-Meisterschaft beim FC Schalke 04 verlor.

#### FC Bayern München
Ab der Saison 2006/07 gehörte Kraft als Vertragsspieler und dritter Torwart dem erweiterten Profikader des FC Bayern an. Dort wurde er erstmals in der Winterpause 2006/07 beim 4:3-Sieg gegen Olympique Marseille im Spiel um Platz 3 um den Dubai-Cup eingesetzt. Auf Grund verletzungsbedingter Ausfälle von Oliver Kahn und Bernd Dreher gehörte Thomas Kraft in der Saison 2007/08 als Ersatz für Michael Rensing mehrmals dem Profi-Kader bei Bundesliga- und UEFA-Pokal-Spielen an, kam jedoch nicht zum Einsatz. Zu Beginn der Saison 2008/09 unterzeichnete Kraft einen Profivertrag bei der ersten Mannschaft. Gleichzeitig war er Stammtorhüter der zweiten Mannschaft, zunächst in der Regionalliga Süd und ab 2008 in der 3. Liga.
Ab der Saison 2010/11 stand Kraft als zweiter Torwart hinter Hans Jörg Butt im Kader der ersten Mannschaft. Für diese gab er sein Pflichtspiel-Debüt am 7. August 2010 beim 2:0-Sieg um den – nach 14 Jahren wiederbelebten – Supercup gegen den FC Schalke 04. Zu seinem ersten Einsatz in der Champions League kam Kraft am 23. November 2010 (5. Spieltag) bei der 2:3-Niederlage im Auswärtsspiel gegen den AS Rom. Am darauffolgenden Spieltag wurde er beim 3:0-Sieg gegen den FC Basel erneut über 90 Minuten eingesetzt. Am 12. Januar 2011 kündigte Trainer van Gaal an, mit Thomas Kraft als Nummer 1 im Tor in die Rückrunde zu starten. Drei Tage später, am 18. Spieltag, debütierte Kraft beim 1:1-Unentschieden im Auswärtsspiel gegen den VfL Wolfsburg in der Bundesliga mit einer guten Leistung: Erst bereitete er das zwischenzeitliche 1:0 von Thomas Müller in der 7. Minute vor, dann, in der 45. Minute, hielt er einen Strafstoß des Brasilianers Grafite. Nach der Entlassung von van Gaal im April 2011 beorderte Interimstrainer Andries Jonker Jörg Butt für die letzten fünf Spieltage der Saison wieder ins Tor. Zum Saisonende 2010/11 verlängerte Kraft seinen auslaufenden Vertrag mit dem FC Bayern München nicht und verließ den Verein.

#### Hertha BSC
Ablösefrei vom Ligakonkurrenten Hertha BSC verpflichtet, unterzeichnete er einen bis 30. Juni 2015 gültigen Vertrag und debütierte am 6. August 2011 (1. Spieltag) bei der 0:1-Niederlage im Heimspiel gegen den 1. FC Nürnberg.
Nach dem verlorenen Relegationsrückspiel gegen Fortuna Düsseldorf am 15. Mai 2012 und der Beleidigung von Schiedsrichter Wolfgang Stark wurde Thomas Kraft vom DFB für die ersten vier Spiele der Zweitligasaison 2012/13 gesperrt. Hertha setzte sich im Laufe der Saison an die Tabellenspitze der Zweiten Liga und sicherte durch einen Sieg über den 1. FC Köln am 33. Spieltag die Meisterschaft, nachdem der Aufstieg schon seit dem 21. April 2013 festgestanden hatte. Bis zu einer Schlüsselbeinverletzung im September 2015 war Kraft die Nummer eins im Tor der Herthaner, wurde aber dann von Rune Jarstein verdrängt. 
Nachdem sein Vertrag bei Hertha BSC nach Ende der Saison 2019/20 nicht verlängert worden war, beendete Kraft aus gesundheitlichen Gründen seine aktive Laufbahn.

### Nationalmannschaft
Im Nationaltrikot der U-16-Nationalmannschaft absolvierte Kraft sein einziges Länderspiel, das am 26. Mai 2004 in Prüm mit 2:0 gegen die U-16-Auswahl Belgiens gewonnen wurde.

## Erfolge
- Deutscher Meister 2008 und 2010 (beide ohne Einsatz)
- DFB-Pokal-Sieger 2010 (ohne Einsatz)
- DFL-Supercup-Sieger 2010
- Deutscher A-Junioren-Vizemeister 2006 und 2007
- Zweitligameister 2013

## Auszeichnungen
- „Weiße-Weste“-Preisträger 2013

## Sonstiges
Beim 7:1-Sieg am 26. Mai 2017 im Testspiel zum Saisonausklang der Saison 2016/17 gegen den Sechstligisten SV Falkensee-Finkenkrug spielte Kraft die zweite Halbzeit als Feldspieler und erzielte mit dem verwandelten Strafstoß zum Endstand in der 78. Minute sogar ein Tor.